# 梁科慶
梁科慶（1962年—），香港土生土長的作家，1987年於樹仁學院（今樹仁大學）中文系畢業。1990年赴笈加拿大進修，先後在滿地可市的康考迪亞大學及哈利法克斯市的戴爾豪斯大學取得文學士和圖書館及信息學碩士，在2009年9月，入讀嶺南大學中文系的碩士課程，現時在香港浸會大學人文及創作系攻讀博士課程，博士論文題目為「《突破》雜誌研究（1974-1999）」。

## 簡歷
梁科慶閒來喜歡寫作，樂於嘗試各種題材，1988年首次參加青年文學獎的「報告文學」及「文學評論」徵文比賽，獲得「報告文學」組冠軍和「文學評論」組亞軍。1989年再參加同一比賽的「文學評論」組，奪得冠軍。 
他其後開始於《突破少年》刊登連載小說《特工阿Wing》，並於突破出版社出版其首個特務系列小說《Q版特工》，深受學生歡迎，此系列更獲得多項獎項。梁科慶著作甚豐，有留學指南、《爸媽也上網》、《灰狗傳說》、《領袖是誰》、《越界之旅》、《我不再寫日記》、《熱火青春》等，其系列著作有《Q版特工》系列、《HoHo破奇案》系列、《線上偵探》系列及《神探大開》系列。梁科慶亦熱愛撰寫書評，其書評有《在書架上漫遊》及《在書架上飛行》。

## 工作
梁科慶於1996年加入香港公共圖書館工作，曾任北葵涌公共圖書館館長，2008年年底起出任香港中央圖書館香港文學資料室館長，2017年11月調職至屏山天水圍公共圖書館。此外，他亦經常為各學校、團體主持工作坊及講座。

## 外部連結
- 梁科慶官方書迷會 （页面存档备份，存于）
- Q版特工